# Mousa Ali
El Mousa Ali es un estratovolcán  de 2.028 metros (6.631 pies) situado en el triple punto fronterizo de los países africanos de Etiopía, Eritrea y Yibuti. El volcán es el punto más alto en Yibuti. La cima del volcán se trunca por una caldera, que contiene domos riolíticos de lava y flujos de lava.  La última erupción conocida ocurrió en la época del Holoceno.
Mousa Ali se encuentra en tres países al mismo tiempo en la Región Tadjoura de Yibuti, la Región Debubawi Keyih Bahri, Eritrea y la región Afar, en Etiopía.